# Parc submergé de Gaiola
Le parc submergé de Gaiola (en italien : Parco sommerso di Gaiola) est le nom d'une aire marine protégée située dans la baie de Naples.
Institué par décret interministeriel du 7 août 2002, le parc prend son nom de deux îlots homonymes qui s'élèvent à une courte distance de la côte de Posillipo. D'une surface maritime de 42 hectares, la zone protégée entoure l'île de la Gaiola et s'étend du petit bourg de Marechiaro à la baie de Trentaremi.

## Le site
Il est un des plus pittoresques de la baie. Son littoral rocheux et les falaises de tuf jaune, remodelés par la mer et le vent ainsi qu'enveloppés dans un maquis méditerranéen, offrent encore un panorama d'une rare beauté qui a toujours enchanté les peuples qui s'y sont succédé.

## Particularités
Sa principale particularité est due à la fusion entre éléments volcanologiques, archéologiques et biologiques. Sur les fonds marins du parc, il est possible d'observer les vestiges de ports, de nymphées et de viviers (à murènes) en grande partie liés à la villa impériale de Pausilypon, somptueuse villa maritime construite par Vedius Pollion au début du Ier siècle, actuellement immergée en raison de l'affaissement lent de la croûte terrestre (bradyséisme). Le parc a, aussi, une grande importance biologique : l'extrême complexité géomorphologique de ses profondeurs et le continuel vivifiement de ses eaux par les courants ont permis l'installation sur quelques hectares de mer de nombreuses communautés biologiques marines typiques de la Méditerranée.

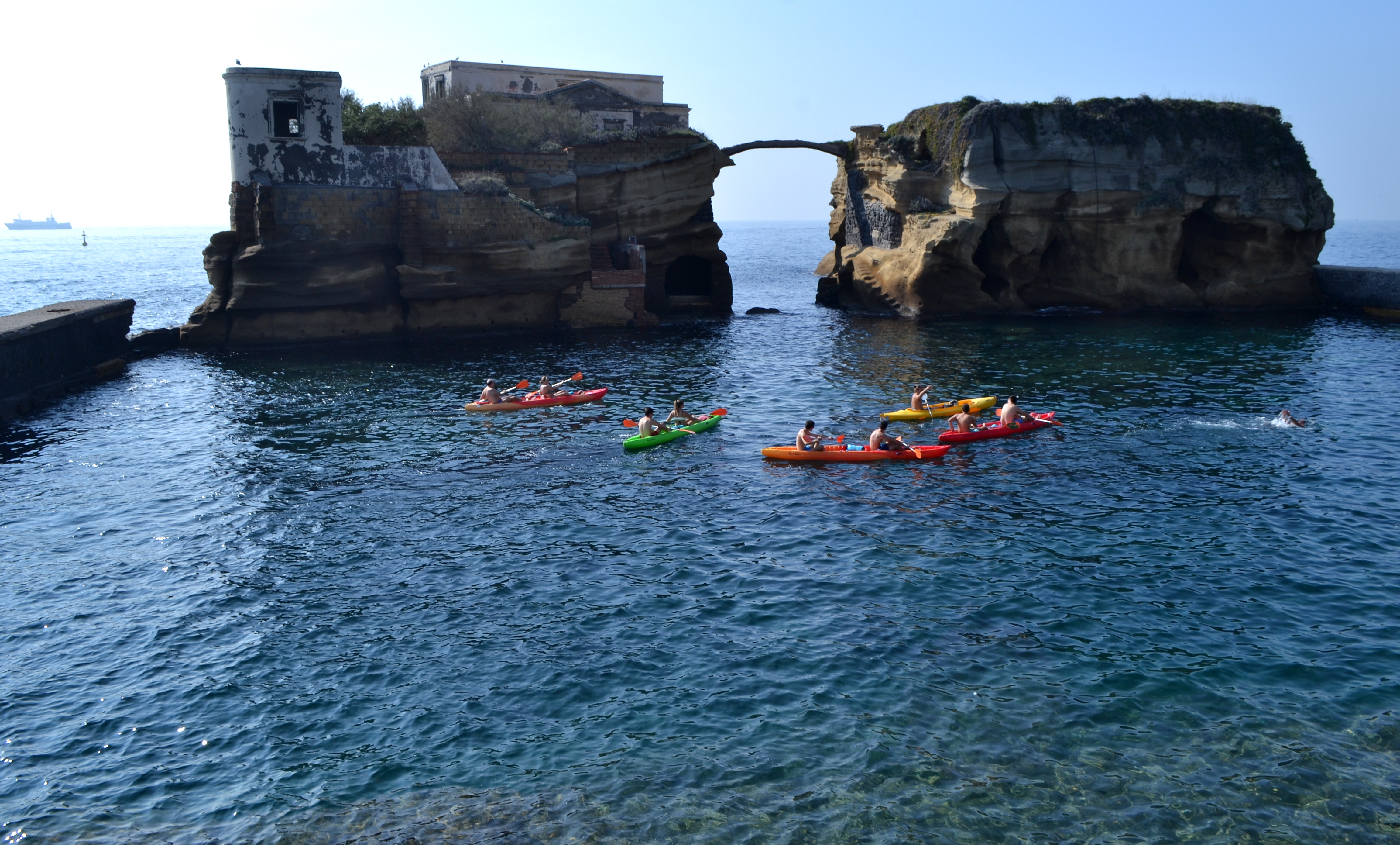
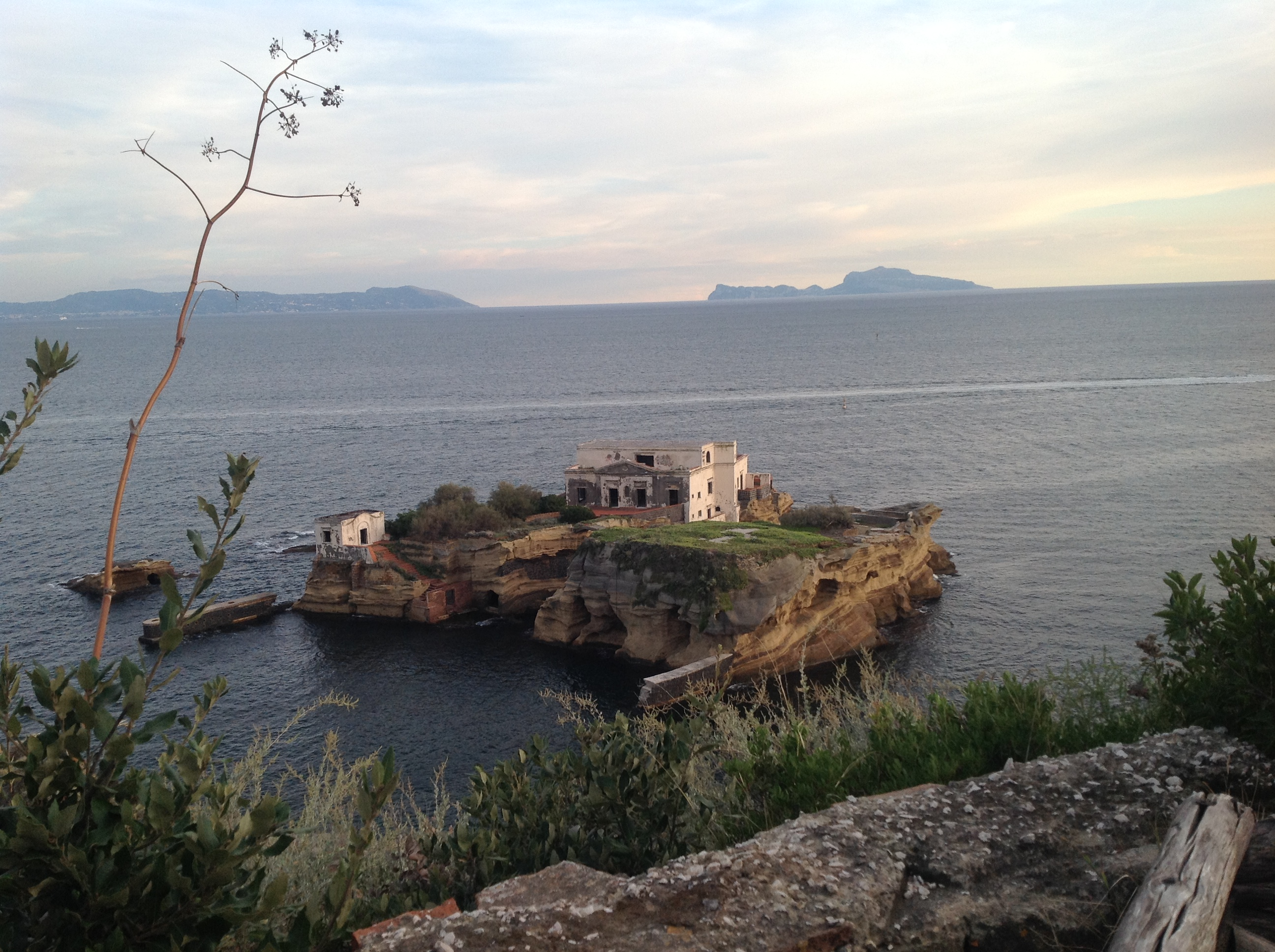
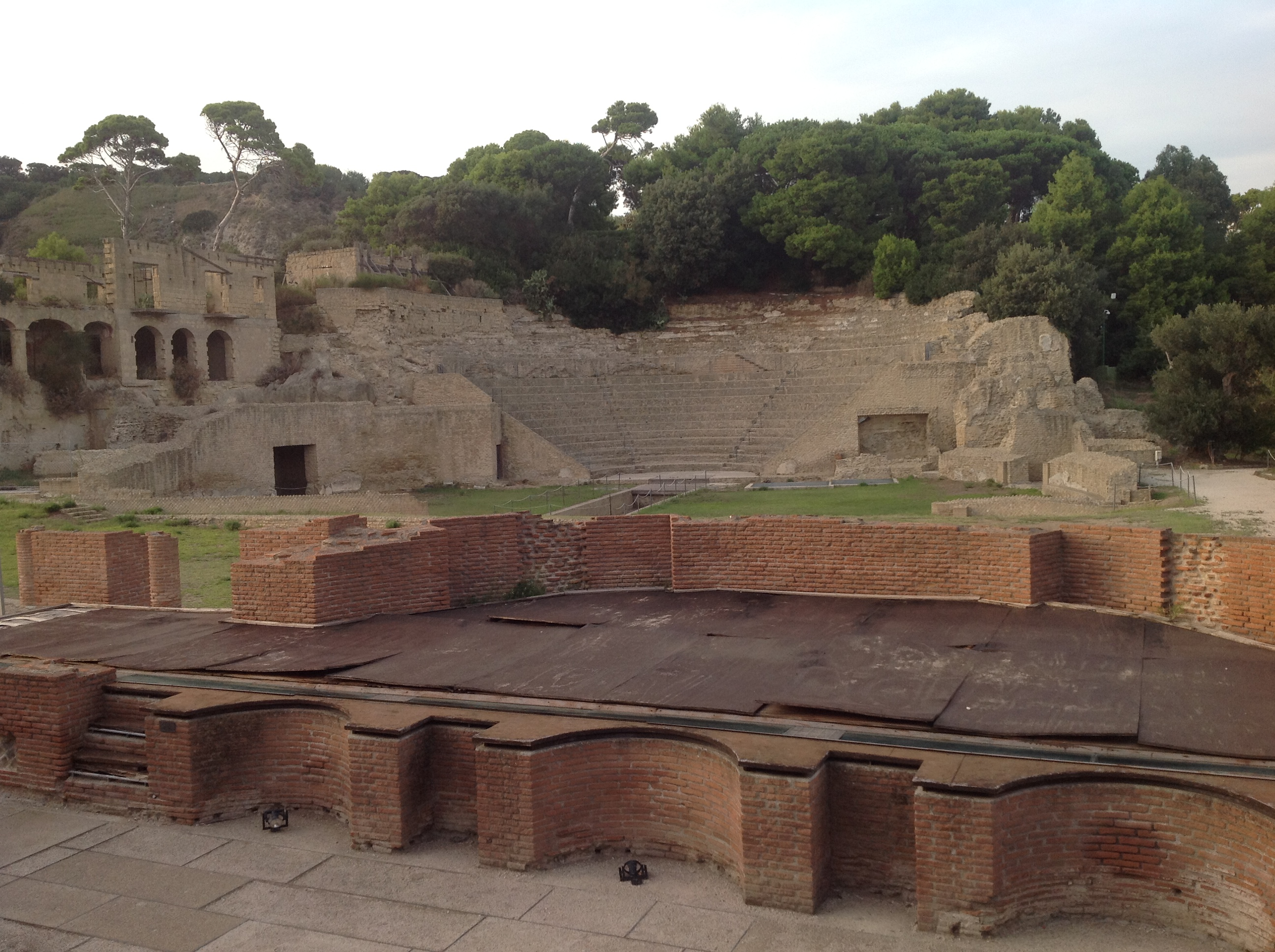

### Lien connexe
- Liste des aires marines protégées en Italie
- Parc submergé de Baïes